# Ischnochiton gallaecus
Ischnochiton gallaecus är en blötdjursart som beskrevs av Carmona Zalvide, Urgorri och Mauricio Garcia 200. Ischnochiton gallaecus ingår i släktet Ischnochiton och familjen Ischnochitonidae. Inga underarter finns listade i Catalogue of Life.